# Detroit Pistons 2000-2001
La stagione 2000-01 dei Detroit Pistons fu la 52ª nella NBA per la franchigia.
I Detroit Pistons arrivarono quinti nella Central Division della Eastern Conference con un record di 32-50, non qualificandosi per i play-off.

## Roster
| N° | Naz.                   | Ruolo | Sportivo           | Anno | Alt. | Peso |
| -- | ---------------------- | ----- | ------------------ | ---- | ---- | ---- |
| 00 | Stati Uniti (bandiera) | C     | Eric Montross      | 1971 | 213  | 122  |
| 1  | Stati Uniti (bandiera) | G     | Dana Barros        | 1967 | 180  | 74   |
| 3  | Stati Uniti (bandiera) | AC    | Ben Wallace        | 1974 | 206  | 109  |
| 5  | Stati Uniti (bandiera) | GA    | Billy Owens        | 1969 | 203  | 100  |
| 7  | Stati Uniti (bandiera) | G     | Chucky Atkins      | 1974 | 180  | 73   |
| 9  | Ungheria (bandiera)    | A     | Kornél Dávid       | 1971 | 206  | 107  |
| 12 | Stati Uniti (bandiera) | GA    | Michael Curry      | 1968 | 196  | 95   |
| 13 | Stati Uniti (bandiera) | A     | Jerome Williams    | 1973 | 206  | 93   |
| 23 | Stati Uniti (bandiera) | A     | Cedric Ceballos    | 1969 | 198  | 86   |
| 24 | Stati Uniti (bandiera) | G     | Mateen Cleaves     | 1977 | 188  | 93   |
| 30 | Stati Uniti (bandiera) | GA    | Jud Buechler       | 1968 | 198  | 100  |
| 31 | Stati Uniti (bandiera) | C     | Mikki Moore        | 1975 | 211  | 102  |
| 32 | Stati Uniti (bandiera) | A     | Joe Smith          | 1975 | 208  | 102  |
| 34 | Stati Uniti (bandiera) | A     | Corliss Williamson | 1973 | 201  | 111  |
| 35 | Stati Uniti (bandiera) | A     | Brian Cardinal     | 1977 | 203  | 111  |
| 42 | Stati Uniti (bandiera) | GA    | Jerry Stackhouse   | 1974 | 198  | 99   |
| 44 | Stati Uniti (bandiera) | A     | John Wallace       | 1974 | 203  | 102  |

## Staff tecnico
- Allenatore: George Irvine
- Vice-allenatori: Morris McHone, Mike Sanders, Dave Twardzik